# Libro di san Cipriano
Con Libro di san Cipriano ci si riferisce a diversi grimori del XVII, XVIII e XIX secolo, tutti attribuiti pseudopigraficamente a San Cipriano di Antiochia (da non confondere con San Cipriano, vescovo di Cartagine). Secondo la leggenda popolare, San Cipriano sarebbe stato uno stregone convertitosi al cristianesimo.
La prima edizione conosciuta in portoghese risale al 1846 e contiene vari rituali di occultismo ed esorcismo, presumibilmente magici e "simpaties" (evocazione popolare), con molteplici scopi, anche per la vita quotidiana.
In Brasile, nonostante sia spesso associato alle religioni afro-brasiliane, non ha nulla a che fare con nessuna di esse, poiché è un'eredità popolare nell'Europa del XIX secolo. Pubblicato indiscriminatamente in Brasile da vari editori, è diventato un "almanacco occulto" facilmente accessibile che è stato diluito nella credenza popolare.

## La leggenda di San Cipriano

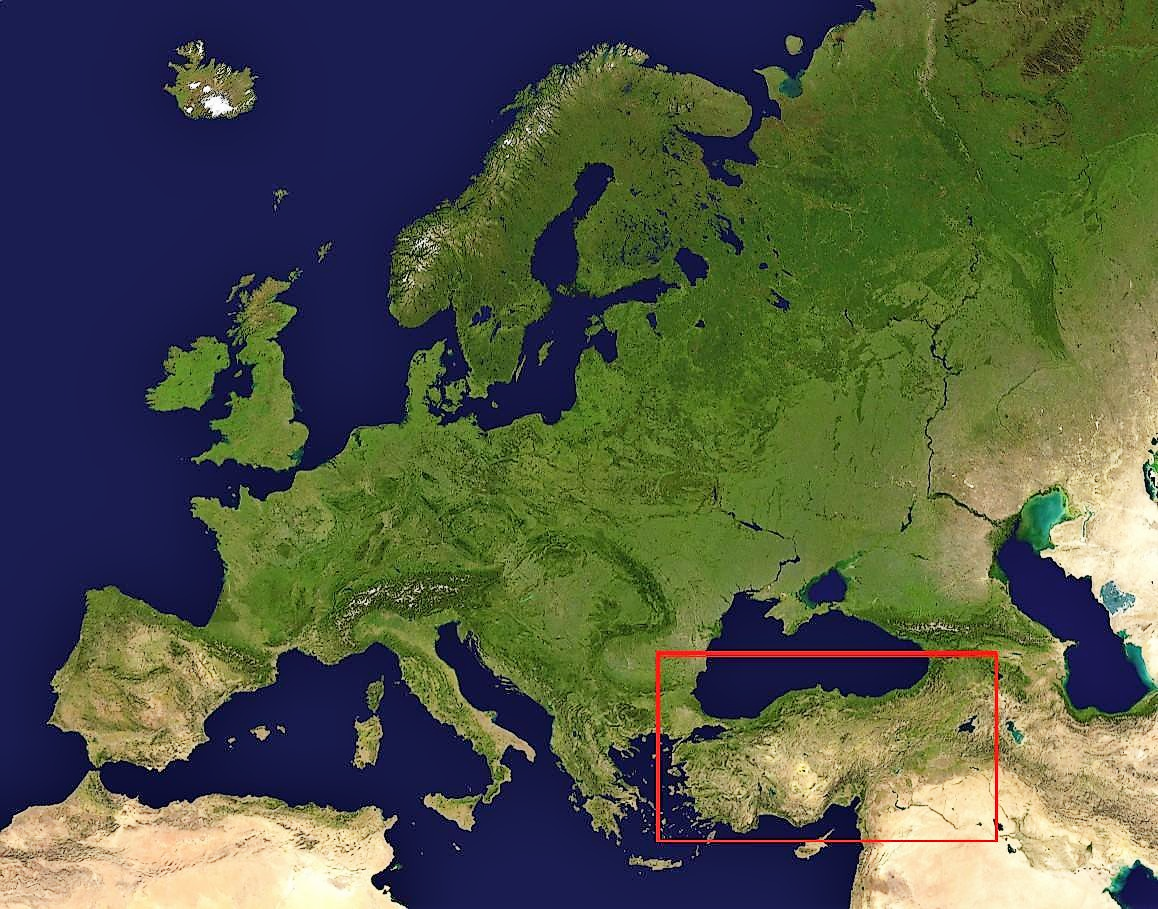
Anatolia, nel sud-est dell'Europa, dove si trova Antiochia, città natale di Cipriano

La leggenda di Cipriano, ritenuto l'autore del libro, noto anche come Cipriano di Antiochia, viene confusa con Cipriano di Cartagine, santificato dalla Chiesa cattolica. Nonostante l'abisso storico che li separa, le leggende si uniscono e gli esorcisti di Cartagine e quelli di Antiochia spesso diventano una cosa sola nella cultura popolare. È comune trovare fatti e caratteristiche personali erroneamente attribuiti. Oltre agli stessi nomi, i martiri erano contemporanei, ma vivevano in regioni diverse.
Il 2 di ottobre si festeggia Cipriano lo stregone. Era un uomo che dedicò gran parte della sua vita allo studio delle scienze occulte. Dopo aver incontrato la giovane Giustina, che sposò, si convertì al cattolicesimo.

### Edizioni nella penisola iberica
Il Libro di Cipriano iberico non è un singolo testo, ma diversi testi in spagnolo e portoghese, principalmente del XIX secolo. C'era, tuttavia, una letteratura ciprianea premoderna ora persa, senza alcun collegamento apparente con qualsiasi opera esistente se non quella ispirata alla leggenda di Cipriano.

#### Libro di san Cipriano in portoghese
La versione portoghese del Libro di Cipriano di solito ha prefissi come "Grande e vero", "Il completo" o "Autentico", ed è solitamente sottotitolata "Il tesoro dello stregone". Il contenuto è apparentemente cattolico, sebbene profondamente radicato nella stregoneria, ed è popolare (soprattutto in Brasile) tra i praticanti di Quimbanda, Umbanda e Candomblé. "Il tesoro dello stregone" contiene pochissime evocazioni ma attinge alle tradizioni orali relative alla divinazione, agli incantesimi di guarigione, alla preghiera (incluse alcune per l'angelo custode), esorcismi, incantesimi d'amore, siti di tesori sepolti in tutta la Galizia e, a volte, anche trattati sul magnetismo animale tutto nell'ambito del cattolicesimo popolare. La maggior parte delle edizioni inizia con la leggenda di San Cipriano e generalmente contiene sezioni sull'alchimia, l'astrologia, la predizione del futuro, l'evocazione dei demoni, la divinazione, gli esorcismi, i fantasmi, i tesori nascosti, la magia dell'amore, la magia della fortuna, i presagi, l'oniromanzia, la chiromanzia e le preghiere. Alcune edizioni contengono anche storie di successo di un contadino francese di nome Victor Siderol, che presumibilmente scoprì tesori nascosti grazie al libro. Le forme brasiliane del "Tesouro do Feiticeiro" ("Il tesoro dello stregone") variano drasticamente, sebbene le edizioni portoghesi siano abbastanza stabili (almeno in confronto).
L'edizione più rappresentativa è la Livraria Económica, che afferma di aver acquistato i diritti di traduzione del libro appartenente a D. Gumerzindo Ruiz Castillejo y Moreno, proprietario della "Biblioteca Academica Peninsulare Catalana". Secondo Leitão, la letteratura ciprianea portoghese rappresenta una combinazione di credenze magiche iberiche e religione tradizionale africana. L'attenzione dell'Inquisizione portoghese sul cripto-giudaismo (piuttosto che sulla stregoneria) rese più facile per i maghi cristianizzare la tradizionale magia iberica e importare credenze religiose africane. L'Inquisizione aiutò inconsapevolmente questo aspetto trattando le pratiche e le credenze religiose tradizionali africane come forme devianti di cattolicesimo piuttosto che come qualcosa al di fuori della religione. Molte di queste pratiche avrebbero in seguito influenzato la letteratura ciprianea portoghese. Leitão afferma inoltre che la letteratura ciprianea portoghese si sviluppò in tre fasi:
- lo sviluppo di varie tradizioni orali relative a san Cipriano.[14]
- la raccolta delle tradizioni orali in un Libro "standard" di Cipriano, che a sua volta ha dato origine ad altre tradizioni orali sul libro stesso.Leitão, p. xxxii
- il libro standardizzato viene riorganizzato, ampliato e redatto con l'avvento della stampa sudamericana e del sincretismo.[15]

#### Libro di san Cipriano in spagnolo
La maggior parte delle versioni spagnole, che sarebbero state scritte da Sulfurino Jonas, sono simili (sebbene distinte) dalla Chiave di Salomone, e sono tipicamente una ripetizione de Il Grande Grimorio. La versione più completa e popolare, intitolata Libro Infernal, combina elementi del Grande Grimorio, della Chiave di Salomone e del Grand et Petit Albert. Il Libro Infernal fu anche tradotto in italiano nel 1920 dal suo editore originale.
La più antica opera ciprianea esistente risale al 1810 e sostiene di essere stata tradotta dal latino. Si intitola "Heptameron o elementi magici", ma nonostante questo titolo ha poca somiglianza con il presunto libro degli incantesimi di Pietro d'Abano o qualsiasi altro libro europeo degli incantesimi. Più tardi, un'edizione del Grande Grimorio fu allegata a un libro sull'Inquisizione galiziana, che si diceva fosse "il Ciprianillo". Poi venne un'altra edizione del Grande Grimorio, che aggiunse alla leggenda il presunto monaco copista Jonás Sufurino. Le edizioni successive aggiunsero materiale sul magnetismo animale, sulla predizione della fortuna, sull'ipnotismo, sullo spiritismo e sul Franga Preta.